# Jaime Rosón
Jaime Rosón García (Samora, 13 de janeiro de 1993) é um ciclista espanhol. Estreia como profissional em 2014 com o Team Equador. Para a temporada de 2016 alinhou pelo conjunto Caja Rural-Seguros RGA depois de ter destacado como amador com vitórias como o Memorial Valenciaga, a Volta a Cantábria, Classificação geral da copa da Espanha sub-23 ou o campeonato da Espanha sub-23.
É um dos produtos da filial de ciclistas da Fundação Provincial Desportiva Víctor Sastre, Localizadoem El Barraco (província de Ávila).
Em 2016 com a primeira equipa do Caja Rural-Seguros RGA fez uma boa Tirreno-Adriático sendo um dos melhores jovens ao final da mesma.
Em junho de 2018, a UCI suspendeu-lhe temporariamente devido a uma anomalia em seu passaporte biológico que data de janeiro de 2017. O ciclista declarou: "Declaro-me alheio ao uso de qualquer substância ou método de dopagem. Encarregar-me-ei de defender em qualquer lugar para demonstrar minha inocência". Em fevereiro de 2019, a UCI confirmou a sanção do corredor até junho de 2022 e retiraram-se-lhe todos os resultados conseguidos entre 19 de janeiro de 2017 e 27 de junho de 2018.

## Palmarés
- 2016
  - 1 etapa do Volta à Turquia

## Resultados em Grandes Voltas
| Corrida | Corrida         | 2014 | 2015 | 2016 | 2017 | 2018 |
| ------- | --------------- | ---- | ---- | ---- | ---- | ---- |
|         | Giro d'Italia   | —    | —    | —    | —    | —    |
|         | Tour de France  | —    | —    | —    | —    | —    |
|         | Volta a Espanha | —    | —    | 73.º | 26.º | —    |

—: não participa

Ab.: abandono

## Equipas
- Deputação de Ávila - Smilekers (2012)
- Caja Rural-Seguros RGA amador (2013)
- Movistar Team Equador (2014)
- Caja Rural-Seguros RGA amador (2014-2015)
- Caja Rural-Seguros RGA (2016-2017)
- Movistar Team (2018)